# Вилхелм I фон Нойенар
Вилхелм I фон Нойенар (на немски: Wilhelm I von Neuenahr; * ок. 1447; † 12 май 1497) е граф на Нойенар, господар на Бедбург (Бедбур)-Рьозберг, Гарздорф и (1484 – ?) граф на Лимбург.
Той е син на граф Гумпрехт II фон Нойенар († 1484), наследствен фогт на Кьолн, господар на Алпен, и съпругата му графиня Маргарета фон Лимбург († 1479), дъщеря на граф Вилхелм I фон Лимбург-Бройч († 1457/1459) и Маргарета (Метце) фон Райфершайд († сл. 1451).
Брат е на Фридрих фон Нойенар-Алпен (* 1438 или 1439; † 22 юни 1468 в битката при Вахтендонк, Клеве), граф на Нойенар, господар на Родесберг, Алпен.
Баща му, който като вдовец става монах, през ок. 1461 г. определя подялбата между двата си сина. Младият граф Вилхелм участва през 1481 г. в Кьолн в сватдбата на херцог Вилхелм фон Юлих-Берг (1455 – 1511) с маркграфиня Сибила Бранденбургска (1467 – 1524). През 1482 г. той започва служба при херцога.
През 1486 г. Вилхелм I фон Нойенар участва във Франкфурт на Майн в свитата на архиепископ Херман IV фон Хесен († 1508) в избора на Максимилиан I за римско-немски крал.
След смъртта му Вилхелм I фон Нойенар е погребан до родителите му във фамилната гробница в църквата на цистерцинския манастир „Св. Мария ад Ортум“ в Кьолн.

## Фамилия
Вилхелм I фон Нойенар се жени на 7 февруари 1485 г. за богатата наследничка Валбурга фон Мандершайд-Шлайден (* 1468; † между 30 октомври 1530 и 31 декември 1535), дъщеря на граф Куно I фон Мандершайд-Кроненбург-Нойербург († 1489) и Валпургис фон Хорн († 1476). Те имат децата
- Вилхелм II фон Нойенар (* 1485/1487; † 1552), граф на Нойенар-Лимбург, господар на Бедбург, Гарцдорф, Роезберг, дипломат, женен на 28 юни 1518 г. за наследницката Анна фон Вид-Мьорс († сл. 1528)
- Херман фон Нойенар (* пр. 1482; † 20 октомври 1530 в Аугсбург), теолог-хуманист, държавник, учен, Кьолнски домпропст и архиепископски канцлер на стария университет в Кьолн
- Дитрих фон Нойенар (* ок. 1445/55; † 1471), домхер в Кьолн 1459/1470
- Анна фон Нойенар (* ок. 1490; † 1535), омъжена ок. 1508/пр. 11 май 1509 г. за Валравен II фон Бредероде, бургграф на Утрехт (* 8 януари 1462; † февруари 1531)

Вдовицата му Валбурга фон Мандершайд-Шлайден се омъжва втори път на 7 декември 1502 г. за Фридрих фон Егмонт, граф фон Бурен/Бюрен-Леердам († 1521).